# Montserrat Rodés i Carbonell
Montserrat Rodés i Carbonell (Barcelona, 30 de desembre de 1951) és una escriptora catalana.
Si bé és cert que fins a la dècada dels 90 no va començar a publicar poesia, des de bon principi les seves obres van assolir un gran nivell de maduresa, les quals es basen en una alta concentració lírica i economia expressiva. Així mateix, la seva poesia s'ha definit per contenir una arquitectura estructural molt exacta, donant èmfasi a l'experiència vital i posant en relleu els elements morals, intel·lectuals i espirituals comunament inadvertits. Entre les traduccions a d'altres llengües, cal esmentar que ha estat inclosa dins el volum Light off Water. XXV Catalan Poems 1978-2002 (Scottish Poetry Library and Carcanet Press Ltd., Edimburg-Manchester, 2007) i una part del llibre Alarma, publicat l'any 2008, va aparèixer traduïda a l'alemany a la revista Edit (núm. 44-S, Leipzig, 2008). És sòcia de l'Associació d'Escriptors en Llengua Catalana.

## Obres[2]
- La set de l'aigua.  Barcelona: Edicions 62, 1991 (Els Llibres de l'escorpí;143). ISBN 978-84-2973-282-5. (Premi Miquel Martí i Pol de Poesia 1990)
- Riu d'arena.  València: Alfons el Magnànim, 1992 (Poesia;9). ISBN 978-84-7822-056-4.
- El temps fumeja.  Argentona: L'Aixernador, 1993 (Veles e vents;5). ISBN 978-84-8633-292-1. (Accèssit Premi Caterina Albert i Paradís 1991)
- Escrits en blanc.  Barcelona: Edicions 62, 1995 (Els Llibres de l'escorpí;174). ISBN 978-84-2973-927-5. (Premi Miquel de Palol de Poesia 1994)
- Interlínia.  Barcelona: Proa, 1999 (Els Llibres de l'Óssa Menor;195). ISBN 978-84-8256-690-0.
- Deleàtur.  Barcelona: Proa, 2002 (Els Llibres de l'Óssa Menor;243). ISBN 978-84-8437-417-6.
- Immunitats.  Girona: Curbet Comunicació Gràfica, 2005 (Poesia al cànter;3). ISBN 978-84-9644-440-9.
- Alarma.  Barcelona: Edicions 62, 2008 (Poesia;127). ISBN 978-84-9787-336-9.[3]
- D'incertes certeses.  Barcelona: LaBreu, 2013 (Alabatre;48). ISBN 978-84-9418-900-5.
- Un mar imperceptible.  Palma de Mallorca: Lleonard Muntaner, 2017 (De Biaix;17). ISBN 978-84-1655-464-5.[4]
- Tot és altre.  Palma de Mallorca: Lleonard Muntaner, 2020 (La Fosca;46). ISBN 978-84-1783-350-3. (Premi de Poesia Mediterrània Pare Colom 2020)

- Aturar-te a dalt. Girona: Llibres del Segle, 2024 (CULIP; 56) ISBN 978-84-8128-075-3.[5]

## Premis i reconeixements
- Premi Miquel Martí i Pol de poesia (Roda de Ter) de 1990 per La set de l'aigua.[2][6]
- Premi Miquel de Palol de poesia de 1994 per Escrits en blanc.[2][7]
- Premi de Poesia Mediterrània Pare Colom 2020 per Tot és altre.[8]
- Premi Cadaqués a Quima Jaume en reconeixement de la trajectòria literària 2024.[9]